# All These Things I Hate (Revolve Around Me)
All These Things I Hate (Revolve Around Me) (englisch für „All diese Dinge, die ich hasse (drehen sich um mich)“) ist ein Lied der walisischen Metal-Band Bullet for My Valentine. Der Song ist die dritte Singleauskopplung ihres Debütalbums The Poison und wurde am 3. Februar 2006 veröffentlicht.

## Inhalt
All These Things I Hate (Revolve Around Me) ist den Genres Metalcore und Alternative Metal zuzuordnen. Matthew Tuck singt aus der Perspektive des lyrischen Ichs über eine schwierige Beziehung, in der er von seiner Freundin belogen wird. Er fragt sich, warum er sich immer wieder auf solche Situationen einlässt und seine Träume zerstört werden. Dabei spürt er, wie alle Dinge, die er hasst, in ihm aufsteigen, und will sich allein an einen Ort zurückziehen, um dies zu verarbeiten.

“Run away, try to find a safe place you can hide

It’s the best place to be when you’re feeling like

Me (me), yeah (yeah)

All these things I hate revolve around me (me)”

## Produktion
Der Song wurde von dem britischen Musikproduzenten Colin Richardson produziert. Die Mitglieder von Bullet for My Valentine fungierten als Autoren.

## Musikvideo
Bei dem zu All These Things I Hate (Revolve Around Me) gedrehten Musikvideo führte Scott Winig Regie. Zu Beginn ist ein junges Paar in einem Motelzimmer zu sehen, wobei die Frau, gespielt von Kayla Jane, auf dem Bett liegt, während ihr Freund sich anzieht und den Raum verlässt, um in sein Auto zu steigen. Sie bemerkt, dass er seine Halskette vergessen hat, und läuft ihm hinterher. Doch draußen sieht sie nur noch, wie er in seinem Auto auf der Straße mit voller Wucht von einem Pick-up gerammt wird. Im nächsten Moment schreckt sie in ihrem Bett hoch und es scheint, dass sie nur einen Albtraum hatte. Jedoch wiederholen sich nun die Ereignisse mehrfach mit leichten Variationen, wobei am Ende immer der Autounfall passiert. Erst beim letzten Mal wacht sie auf, während ihr Freund noch im Raum ist und der Pick-up vor dem Gebäude vorbeifährt. Zwischen den Szenen sind Bullet for My Valentine zu sehen, die das Lied auf einem Friedhof spielen. Am Ende kniet Sänger Matthew Tuck vor einem Sarg.

## Single

### Covergestaltung
Die Single wurde mit zwei verschiedenen Covern, die im Manga-Stil gehalten sind, veröffentlicht. Version eins zeigt eine männliche Person, die auf dem Boden kniet und ihr Gesicht in ihren Händen vergraben hat. Im oberen Teil des Bilds befindet sich der weiße Schriftzug Bullet for My Valentine, während der Titel All These Things I Hate (Revolve Around Me) in Schwarz rechts unten steht. Der Hintergrund ist gelb-orange gehalten. Auf dem zweiten Singlecover sind ein Mann und eine Frau zu sehen, die am Straßenrand stehen und sich ihre Hände gegenseitig um die Hüften gelegt haben. Rechts oben steht der weiße Schriftzug Bullet for My Valentine, während sich der Titel All These Things I Hate (Revolve Around Me) in Weiß rechts unten befindet.

### Titellisten
Single
1. All These Things I Hate (Revolve Around Me) – 3:50
2. Room 409 – Live – 4:01

Maxi
1. All These Things I Hate (Revolve Around Me) – 3:50
2. Room 409 – Live – 4:01
3. Seven Days – 3:26
4. My Fist Your Mouth Her Scars – 3:53
5. All These Things I Hate (Revolve Around Me) – Video – 3:52

### Chartplatzierungen
All These Things I Hate (Revolve Around Me) stieg am 17. Februar 2006 auf Platz 59 in die deutschen Singlecharts ein und erreichte zwei Wochen später mit Rang 39 die höchste Position. Insgesamt konnte es sich 17 Wochen lang in den Top 100 halten. Zudem belegte es unter anderem Platz 29 im Vereinigten Königreich und Rang 16 in Finnland.
| ChartsChartplatzierungen     | Höchstplatzierung | Wochen |
| ---------------------------- | ----------------- | ------ |
| Deutschland (GfK)            | 39 (17 Wo.)       | 17     |
| Vereinigtes Königreich (OCC) | 29 (3 Wo.)        | 3      |